# Physalis sancti-josephi
Physalis sancti-josephi ist eine Pflanzenart aus der Gattung der Blasenkirschen (Physalis) in der Familie der Nachtschattengewächse (Solanaceae).

## Beschreibung
Physalis sancti-josephi ist eine krautige Pflanze, die variabel mit gelenkigen Trichomen unterschiedlicher Längen behaart ist. Die längeren erreichen eine Länge von 1 bis 1,5 mm, viele davon sind mit kleinen, rötlichbraunen Drüsen besetzt. Die Blattspreiten der Laubblätter sind eiförmig, nach vorn leicht spitz zulaufend und am Rand meist ein- bis mehrmals unregelmäßig mit Zähnen oder Wellen versehen oder gelegentlich ganzrandig ist. Die Spreiten der größeren Blätter sind 6 bis 10 mm lang und 4 bis 8 cm breit und stehen an 3 bis 8 cm langen Blattstielen.
Die Blüten stehen an 5 bis 10 mm langen Blütenstielen. Der Kelch ist zur Blütezeit 6 bis 10 mm lang und an der Basis der Kelchlappen 6 bis 9 mm breit. Die Kelchlappen sind 2,3 bis 5 mm lang und lanzettlich oder eiförmig-lanzettlich und etwas zugespitzt geformt. Die Krone ist gelblich gefärbt und gezeichnet, 10 bis 20 mm lang und 15 bis 22 mm breit. Die Staubbeutel sind bläulich, 2 bis 3 mm lang und stehen an fadenförmigen, 3 bis 5 mm langen Staubfäden.
Die Frucht ist eine etwa 8 bis 15 mm durchmessende Beere, die von einem sich vergrößernden Kelch umschlossen wird. Dieser erreicht eine Länge von 25 bis 35 mm und einen Durchmesser von 18 bis 25 mm. Der Querschnitt des Kelchs ist deutlich fünfwinkelig, zwischen den Winkeln stehen fünf schwacher ausgeprägte Winkel oder Rippen. Der Kelch ist deutlich netzartig geadert, die Hauptadern sind meist dunkel gefärbt.

## Verbreitung
Die Art ist in Mexiko verbreitet.